# خوزه اچه‌خارای
خوزه اچه‌خارای ای ایزاگیره (تلفظ اسپانیایی: [José Echegaray]؛ (۱۹ آوریل ۱۸۳۲ - ۱۴ سپتامبر ۱۹۱۶) یک مهندس عمران، ریاضیدان، سیاستمدار و یکی از نمایش‌نامه‌نویسان پیشرو در زبان اسپانیایی در ربع آخر قرن نوزدهم بود. او در سال ۱۹۰۴ به همراه فردریک میسترال برنده جایزه نوبل ادبیات شد. و اولین اسپانیایی شد که برندهٔ این جایزه شده‌است. معروف‌ترین نمایش‌نامه او GRAN Galeoto نام داشت که آن را در قرن نوزدهم به سبک ملودرام نوشته بود.